# Goselna vas
Goselna vas (nemško Gösselsdorf) je naselje v Občini Dobrla vas v Okraju Velikovec na Koroškem v Avstriji.